# Lysthaugen
Lysthaugen är en tätort i Verdals kommun i Trøndelag fylke i mellersta Norge. Orten ligger vid fylkesväg 72, söder om Verdalselva.